# Chuiwan

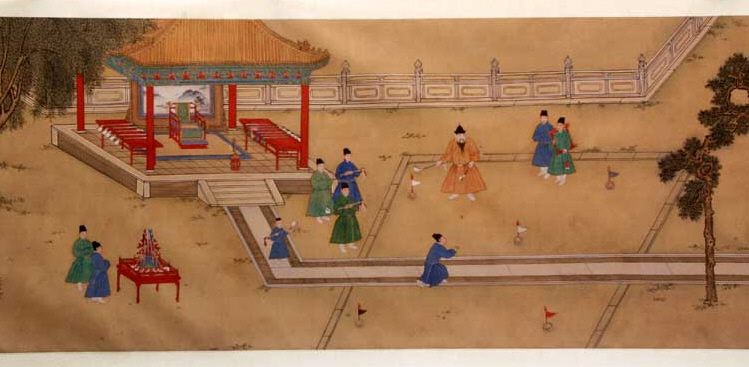
le chuiwan

Le chuiwan (en chinois : 捶丸 ; en pinyin : Chuíwán) était un jeu dans l'ancienne Chine et a précédé ce qu'est devenu le golf sans que cela puisse avoir un lien entre les deux.
Dans de nombreux endroits dans le monde avant que le golf existe, plusieurs jeux coexistaient où on tapait une balle avec un bâton pour l'amener vers un but précis. Le chuiwan fait partie de ces jeux là, comme l'attestent des documents datant des Xe et XIe siècles.
En janvier 2006, un débat autour de l'origine du golf a lieu après la prise de connaissance qu'un jeu similaire existait dans l'Empire chinois bien avant que se mettent en place les règles du golf en Écosse. Malgré leurs similitudes, rien ne permet d'affirmer que le golf est né ici puis se serait retrouvé en Écosse, mais simplement que les jeux de balles existaient en divers endroits à différentes époques. La paternité du golf moderne, tel qu'il existe aujourd'hui, revient à l'Écosse où furent établies les premières règles de ce sport au XVIIe siècle.